# Myopsyche alluaudi
Myopsyche alluaudi är en fjärilsart som beskrevs av Charles Oberthür 1911. Myopsyche alluaudi ingår i släktet Myopsyche och familjen björnspinnare. Inga underarter finns listade i Catalogue of Life.